# Neckera bhutanensis
Neckera bhutanensis  (лат.) — вид мхов семейства Neckeraceae родом из Бутана.
Данный вид имеет некоторое поверхностное сходство с видом Neckera noguchiana.